# Erzange
Ne doit pas être confondu avec Ersange ou Elzange.
Erzange est une ancienne commune de Moselle en région Grand Est, rattachée à Serémange en 1930.

## Histoire
- Était anciennement annexe de la paroisse d'Hayange.
- A fait partie des cantons suivants: Hayange en 1790, Sancy en l'an III, Audun-le-Roman en 1802, Thionville durant l'an X et en 1854.
- Fut rattaché à Serémange pour former la nouvelle commune de Serémange-Erzange en 1931.

## Toponymie
- Erisinga (875)[1], Eresengis (875), Herisinges (962), Erisengis (973), Erskange (1686)[2], Erzange (1793).
- Ersingen en allemand[2]. Ierséngen en francique lorrain[3].

## Démographie
| 1793 | 1800 | 1806 | 1821 | 1836 | 1841 | 1861 | 1866 | 1872 |
| ---- | ---- | ---- | ---- | ---- | ---- | ---- | ---- | ---- |
| 104  | 100  | 97   | 68   | 222  | 231  | 295  | 329  | 292  |

| 1876 | 1881 | 1886 | 1891 | 1896 | 1901 | 1906 | 1911  | 1921  |
| ---- | ---- | ---- | ---- | ---- | ---- | ---- | ----- | ----- |
| 403  | 431  | 471  | 473  | 536  | 670  | 787  | 1 063 | 1 082 |

| 1926  | - | - | - | - | - | - | - | - |
| ----- | - | - | - | - | - | - | - | - |
| 1 117 | - | - | - | - | - | - | - | - |